# TGOJ Z1
Die Diesellokomotiven der Baureihe TGOJ Z1 wurden von der schwedischen Privatbahngesellschaft Trafikaktiebolaget Grängesberg–Oxelösunds järnväger (TGOJ) 1955 gekauft, um Dampflokomotiven im Rangierdienst zu ersetzen. Die Kleinlokomotiven wurden auf Bahnhöfen und im Werkstättendienst in Bahnbetriebswerken verwendet.
Die Lokomotiven mit einem Achsdruck von 7,2 t waren die meiste Zeit in und um Eskilstuna im Einsatz. Z1 23 war ab 1968 bei Guldsmedshytte Bruk am Ende der TGOJ-Bahnstrecke Storå–Guldsmedshyttan eingesetzt und wurde 1975 ausgemustert. Z1 22 war bis 1986 im Dienst. Z1 21 erhielt eine Klimaanlage und verblieb bis 1997 in Betrieb. Das Untergestell von Z1 22 diente ab 1989 nach einem Umbau als Kupplungswagen zum Verschieben von X10-Triebwagen.

## TÅGAB Z1
Z1 24 wurde 1994 bei TGOJ abgestellt und im gleichen Jahr an die Tågåkeriet i Bergslagen AB (TÅGAB) abgegeben. Ihr Einsatz erfolgte nach einem Umbau in der Lokwerkstatt in Kristinehamn, wobei sie die hinteren Puffer einbüßte und in TÅGAB-Farben silbergrau und rot lackiert wurde. Sie erhielt die neue Betriebsnummer Z1 201 und war durch den Umbau nur noch 5.540 mm lang.

## Museumslokomotiven
TGOJ Z1 21 wurde nach ihrer Außerdienststellung 1997 und TÅGAB Z1 201 im Jahre 2007 an das Eisenbahnmuseum in Grängesberg, dem GrängesBergsBanornas Järnvägsmuseum (GBBJ) übergeben. Seither sind zwei Lokomotiven museal erhalten.